# Hrabstwo King George

Piramida wieku hrabstwa

Hrabstwo King George – hrabstwo w USA, w stanie Wirginia, według spisu z 2000 roku liczba ludności wynosiła 16803. Siedzibą hrabstwa jest King George.

## Geografia
Według spisu hrabstwo zajmuje powierzchnię 486 km², z czego 466 km² stanowią lądy, a 20 km² – wody.

### CDP
- Dahlgren
- Fairview Beach
- King George
- Passapatanzy

### Sąsiednie hrabstwa
- Hrabstwo Charles (Maryland)
- Hrabstwo Caroline
- Hrabstwo Essex
- Hrabstwo Westmoreland
- Hrabstwo Stafford